# Església de San Vicente Mártir
L'església de San Vicente Mártir és una temple catòlic situat en el casc vell de la ciutat de Vitòria, (Àlaba, País Basc). Construït entre els segles xv i xvi, el seu estil predominant és el gòtic, ja escorat al Renaixement.

## Història
El temple es va construir sobre una de les fortaleses de la Vitòria de l'època del rei Sancho VI de Navarra, lliurada per a tal fi al concejo de la ciutat pels Reis Catòlics l'any 1484. Des del segle xiii existiria en l'emplaçament un temple de petites dimensions que va ser derrocat per donar lloc a la nova església.
Bé d'interès cultural (BIC), és Monument Històric-Artístic Nacional des de 1984.

## Descripció

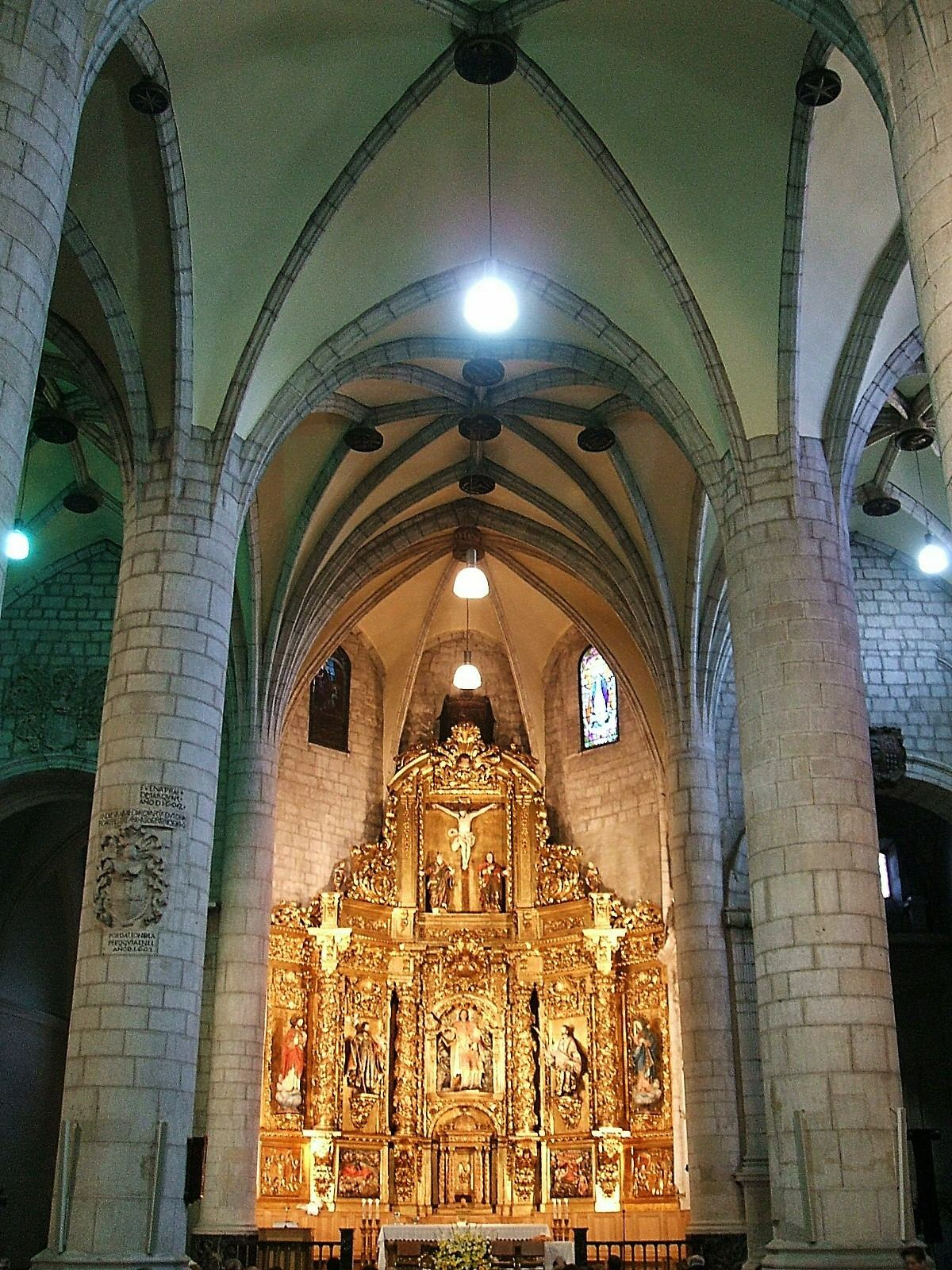
Capçalera de l'església.

L'accés al temple es fa tant des del mur septentrional, per la nau de l'Evangeli, com del meridional, per la nau de l'Epístola, després de passar per un pòrtic en galeria de sis arcs construït en el segle xix aprofitant elements de l'arruïnat (i avui desaparegut) convent de San Francisco de Vitòria, el qual compleix la funció de salvar l'acusat desnivell del terreny. Al costat de les portes hi ha dues grans petxines per a l'aigua beneïda, regals del Marquès de Montehermoso i portades de les Filipines. Incrustada en la paret al costat de l'entrada de la nau de l'Epístola hi ha una altra pila d'aigua beneïda i un Calvari del segle xvi en pedra.
La fàbrica, de planta de saló, té tres naus de quatre trams d'igual altura definides per vuit pilars cilíndrics desproveïts de capitells i qualsevol altra ornamentació. Els mateixos sostenen voltes, de creueria senzilla excepte en el primer tram, als peus, on s'assenta un gran cor amb ornamentació plateresca, i en el quart tram o fals creuer, on són de creueria amb tercelets. El parell de pilars anterior està adossat al vèrtex de paret que fita el presbiteri, els següents dos parells guanyen en grossor i el posterior descansa en uns pilars el doble de gruixos amb l'objecte de sostenir el cor i la balaustrada calada.
En la part perimetral els nervis de les voltes descansen en dotze mènsules repartides en les parets decorades amb motius zoològics. Les interseccions dels nervis estan decorades amb claus rodones.

### Torre
La torre, de 54 metres d'alçada, va ser aixecada entre 1860 i 1872 conformement a un estil neobizantí en substitució d'una anterior, possiblement d'origen medieval. En l'actualitat el seu interior està obert a visites guiades.

### Capella Major
La Capella Major apareix timbrada amb l'escut dels Reis Catòlics en la part alta del parament central i amb els de Los Iruñas en les parets laterals.

### Retaule Major
El retaule Major, d'estil xorrigueresc i acabat en 1749 pels mestres de Vitòria, Andrés de Maruru, Gregorio de Larranz i Manuel Izquierdo, està adossat a un absis de cinc draps. Els seus tres carrers i l'àtic amb calvari ostenten sis talles d'embalum rodó més quatre relleus en la predel·la que mostren escenes de la vida i el martiri del patró titular, Sant Vicenç, la imatge del qual presideix en fornícula el cos central. Posteriorment, en 1896, es van afegir a banda i banda del retaule dos cossos simètrics a manera de carrers addicionals per contenir dues escultures del Sagrat Cor de Jesús i la Mare de Déu.
En el costat esquerre del presbiteri, sota un arc ogival, es troba el sepulcre amb embalum jacent del xantre d'Armentia, Nicolás, mort en 1349, segons resa la làpida emmarcada per escuts i els símbols dels evangelistes o Tetramorf.

### Capella de la Verge de la Milagrosa

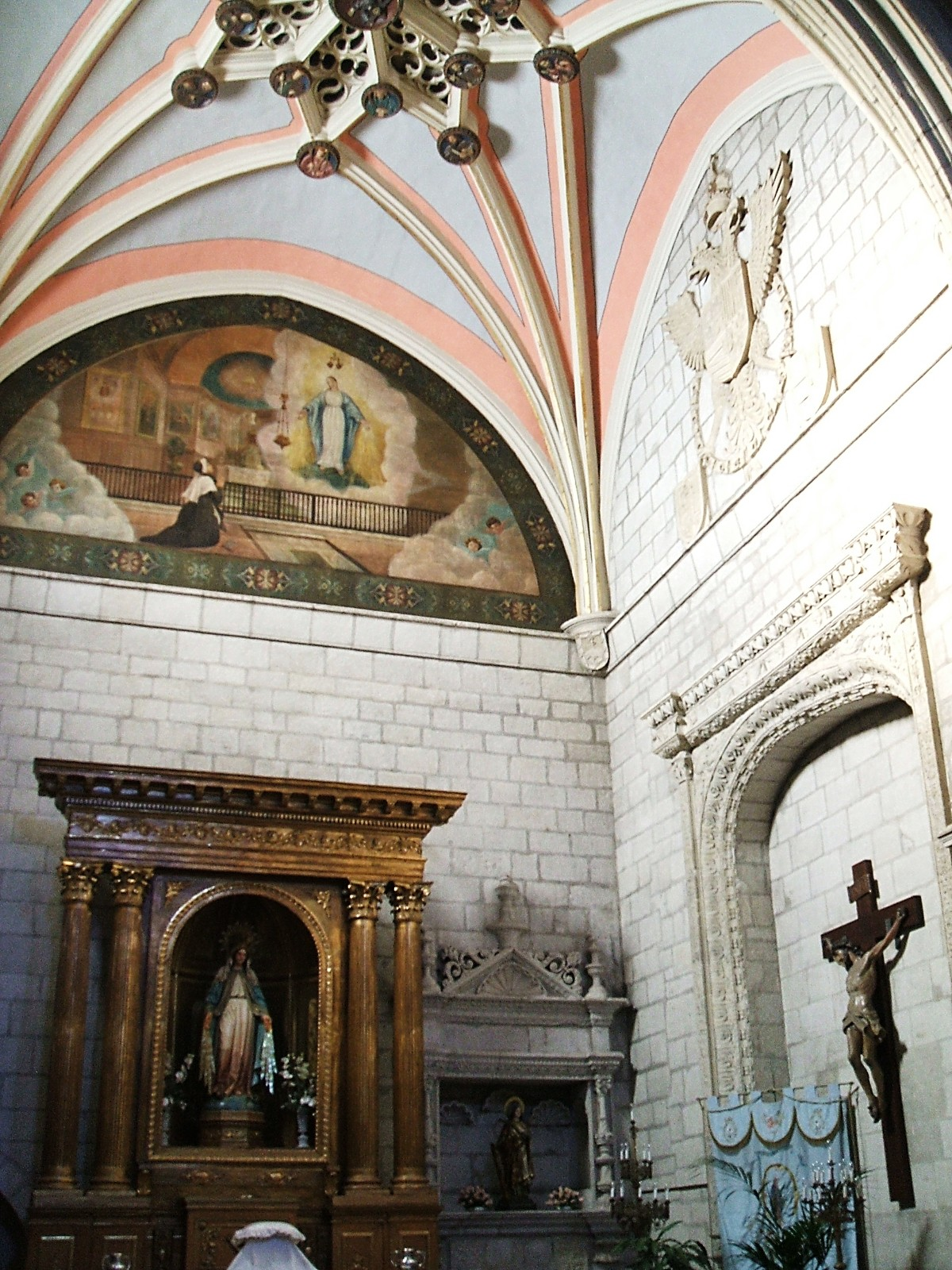
Capella de la Verge de la Milagrosa.

La Capella de la Verge de la Milagrosa, antigament de Santa Cruz, va ser oberta en el costat de l'Evangeli al segle xvi per Ortuño Ibáñez de Aguirre, Oidor del Consejo Real y de la Inquisición, perquè li servís d'enterrament. Els seus blasons, juntament amb els d'Esquíbel per la seva esposa, es repeteixen en murs, claus i cartel·les, envoltats de detalls platerescs; sobre ells campeja un gran escut imperial de Carles I. Una volta estavellada cobreix l'espai.
La capella conté dos arcs sepulcrals simètrics de mig punt amb escuts de les famílies Sarría i Zárate; un d'ells acull una estàtua jacent, gòtica del segle xiv, sense inscripció ni detall. També, un nínxol plateresc del xvi, de columnes abalaustrades i cornises motllurades amb grutescs, en l'interior de les quals hi ha cinc dosellets avenerats, on es suposa que van estar exposats cinc relicaris de Santa Úrsula i les seves companyes màrtirs, actualment en el museu Diocesà d'Art Sacre d'Àlaba. Existeix també un espai adossat per a sagristia.

### Capella de Nuestra Señora de los Dolores

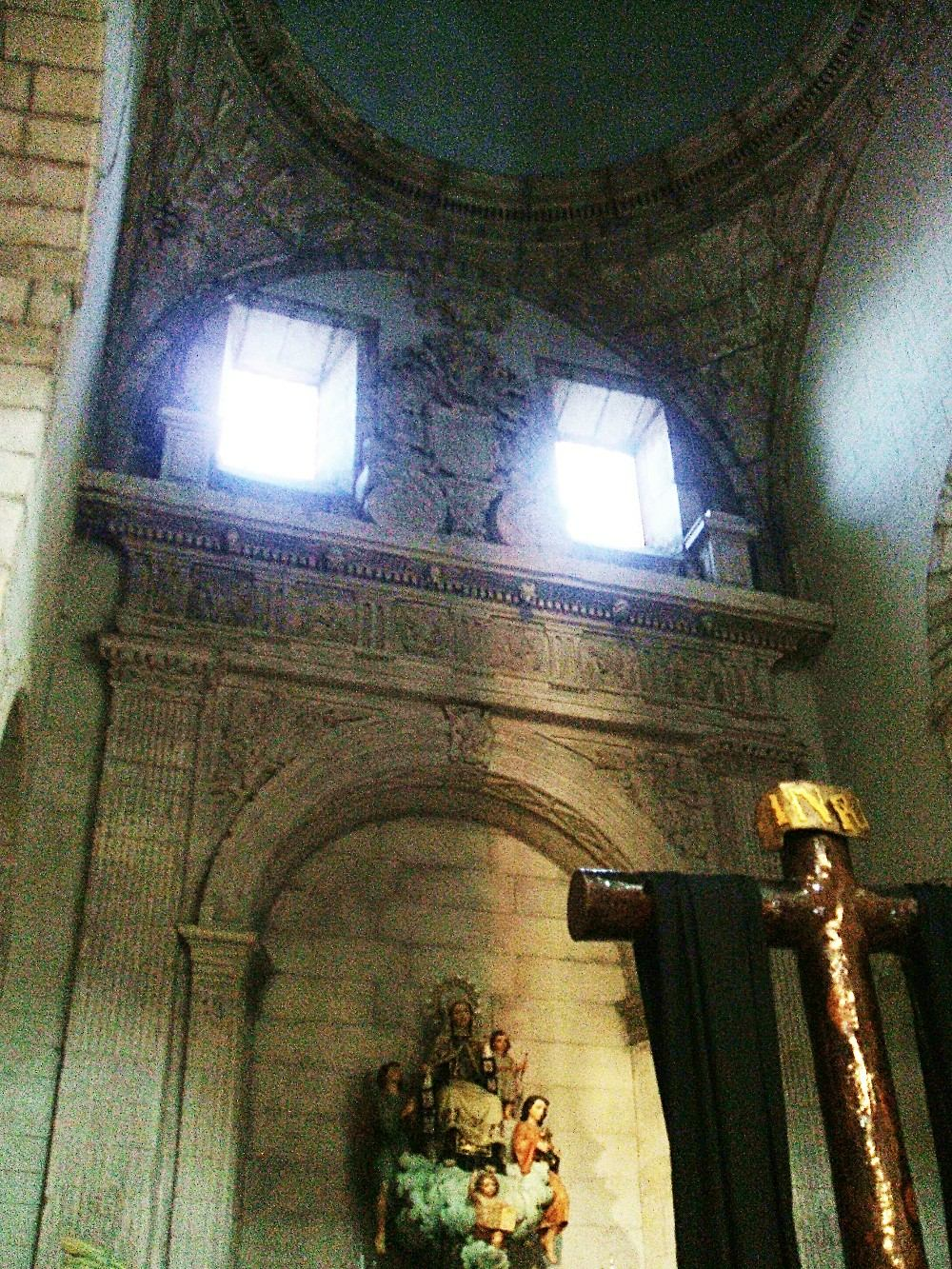
Capella del Carmen.

La Capella de La Nuestra Señora de los Dolores, antigament consagrada a Sant Llorenç, se situa a l'esquerra de l'altar major. Va ser construïda entre 1590 i 1619 per Gaspar d'Àlaba, canonge de Burgos.

### Capella del Carmen
La Capella del Carmen, renaixentista de finals del segle xvi, se situa a la dreta de l'altar major. En temps passats aquesta capella era denominada de Nuestra Señora de las Reliquias i va pertànyer a la família Sarría. Forma la seva entrada un ampli arc de mig punt que es reprodueix en la paret del fons, amb decoració alegórica en carcanyols i cornisa. En els angles de la part superior, busts dels quatre grans Doctors de l'Església a Occident. Cobreix la capella una cúpula sobre petxines.
En les naus laterals hi ha altres retaules, com el dedicat a San Cristóbal en la nau de l'Evangeli i el de San Blas en la nau de l'Epístola. Al costat d'aquest últim es troba la pila baptismal de marbre, sota un arcsoli apuntat.

### Capella de Los Pasos
La Capella dels Passos és una construcció adossada a la part posterior de la nau de l'Epístola, amb la qual està comunicada, encara que té accés propi des del pòrtic exterior. El seu nom li ve que guardava els passos que surten en processó el Dijous i el Divendres Sant, i que ara es mostren en l'ampli sotacor. Va ser seu de la confraria de la Vera Cruz, anomenada originalment de los Disciplinantes.
La capella funciona com a parròquia de culte regular, sent el lloc de celebració de les misses que fins fa uns anys s'oficiaven en la Capella Major. En el seu interior poden contemplar-se un crucifix de grandària natural atribuïda a Mauricio Valdivielso i que anteriorment va estar en la Capella de la Milagrosa, un Crist jacent en urna fabricat a Vitòria en 1859 per Jerónimo Ulibarri, i diversos objectes d'orfebreria litúrgica realitzats en estil neogòtic al segle xix.

## Telègraf òptic
La torre de l'església de Sant Vicente Mártir va ser usada al segle xix com la torre número 36 - Vitòria, de la línia de Castella del telègraf òptic.